# PostgreSQL
PostgreSQL е релационна база данни с отворен код. Поддържа множество типове данни (включително потребителски дефинирани), трансакции, криптиране, регулярни изрази и др. Използва се широко, включително от някои големи компании.